# زراعت

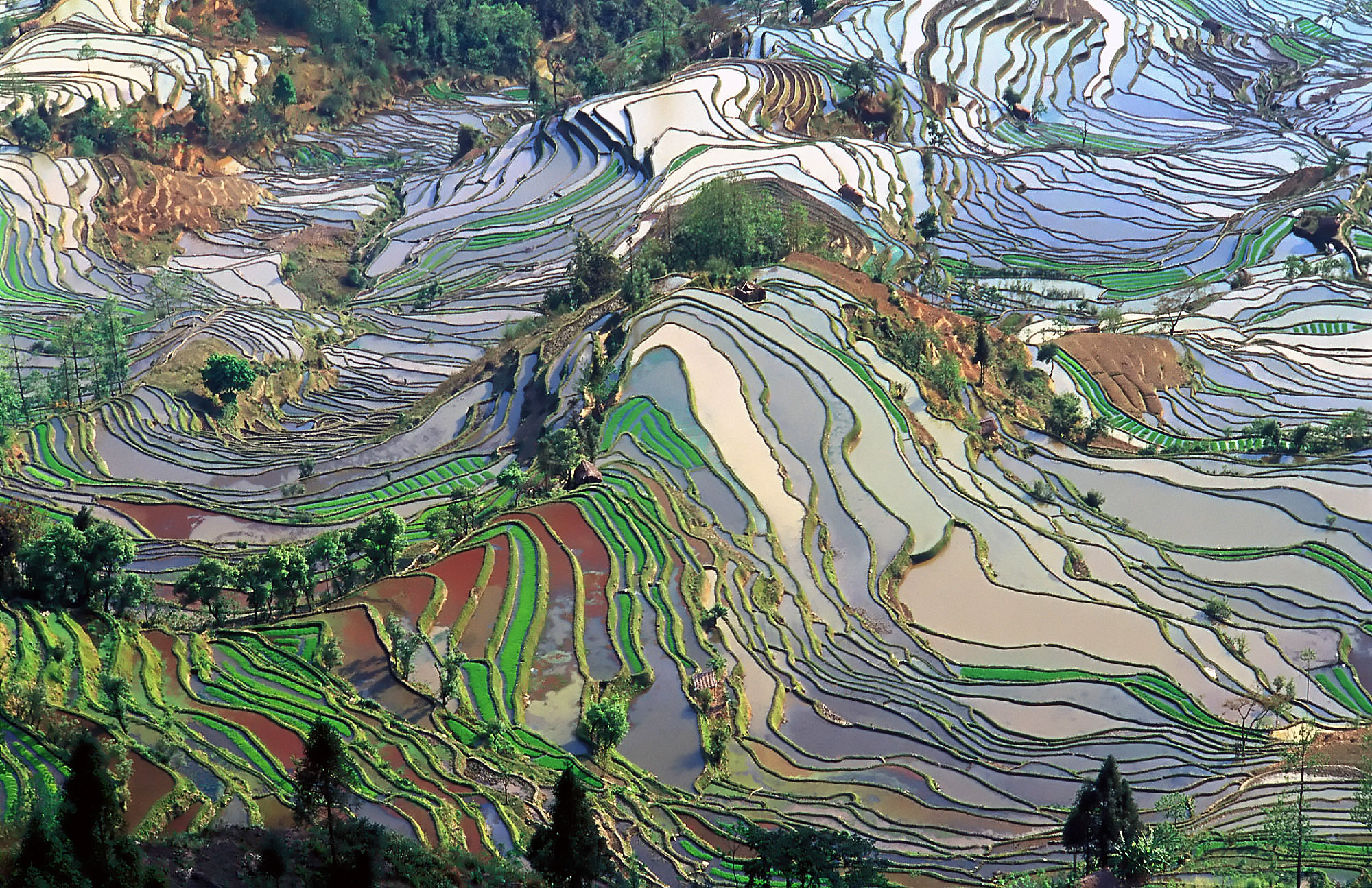
یک مزرعهٔ کشاورزی در چین

زراعت فرایند کاشت، داشت و برداشت گیاهانی است که بعد از کاشت بذر یا جوانه، حداکثر یک تا چند سال محصول می‌دهند. گندم، جو، سیب‌زمینی، نیشکر، گوجه‌فرنگی و هویج از جمله گیاهان زراعی هستند. زراعت در مقابل باغداری است که هدف آن کشت و پرورش درختان است.
زراعت با هدف‌های زیر انجام می‌شود:
1. تولید دانه به منظور تغذیهٔ انسان و دام مانند گندم، جو، ذرت و غیره.
2. تولید شاخ و برگ سبز برای تغذیهٔ دام مانند یونجه، شبدر، اسپرس.
3. به‌دست آوردن ریشه، غده، برگ و گل گیاه به منظور تغذیه مانند چغندر قند، هویج، کاهو و گل کلم.
4. تولید تجهٔ سیب‌زمینی برای تهیهٔ نشاسته و ساقهٔ نیشکر برای تولید شکر.
5. تولید گیاهان روغنی و لیفی برای تهیهٔ مواد خام صنایع تبدیلی در کشاورزی، در هر صورت عملیات برداشت از چیدن محصول تا نگهداری و انبار و ذخیره کردن محصولات را در بر می‌گیرد.

به‌طور کلی گیاهان زراعی را می‌توان به صورت‌های مختلفی از جمله بر اساس خصوصیات گیاه‌شناسی و تکاملی، هدف تولید و مورد مصرف، طول عمر گیاه، نیازهای محیطی و شرایط مطلوب رشد، عملیات زراعی و غیره گروه‌بندی نمود. محصولات زراعی به دلیل دارا بودن خصوصیات مختلف و چند هدفی بودن تولید، ممکن است در دو یا چند گروه مختلف قرار گیرند.

## کاشت
کاشت شامل فرآیندهای مختلفی است که رعایت فرآیندهای مورد نظر، موفقیت در کاشت را در پی خواهد داشت. این فرایندها شامل:
1. شخم و آماده‌سازی مکانیکی و فیزیکی
2. بذرپاشی یا کاشت و استقرار اولیهٔ گیاهان
3. آبیاری و زه‌کشی یا مدیریت آب و هوا در خاک
4. مصرف کود و نهاده‌های غذایی مورد نیاز گیاهان

پس تهیهٔ فیزیکی خوب خاک جزء نخستین عوامل مدیریت متناسب آن به‌شمار می‌رود. انتخاب و توالی گیاهان سازگار یا کشت تناوبی از جنبه‌های مهم دیگر هستند. مهم‌ترین عملیات تهیهٔ فیزیکی خاک توسط شخم صورت می‌گیرد.
شخم مشتمل بر عملیاتی است که منجر به زیرورو کردن، خرد کردن کلوخه‌ها و نرم کردن خاک می‌گردد. اهداف شخم عبارت‌اند از:
1. ایجاد شرایطی در خاک که جوانه‌زنی بذر، سبز شدن گیاهچه و توسعهٔ ریشه را فراهم نماید.
2. بالا بردن نفوذپذیری خاک نسبت به هوا، گرما و رطوبت و ایجاد شرایط لازم برای ذخیرهٔ بیشتر آب در خاک
3. فراهم کردن محیط مناسب برای فعالیت جانداران مفید خاک و از میان بردن جانداران رقابت‌کننده مثل علف‌های هرز، آفات و عوامل بیماری‌زا
4. زیر خاک کردن بقایای گیاهی یا کودهای مختلف (آلی و معدنی) مورد مصرف با خاک مزرعه و به رو آوردن مواد غذایی موجود در خاک که در اثر شست‌وشو به قسمت‌های زیرین خاک منتقل و از دسترس گیاه خارج شده‌اند.

## داشت
به کلیهٔ عملیاتی که در فاصلهٔ جوانه‌زنی بذر تا برداشت محصول انجام می‌گیرد عملیات داشت گویند.
این عملیات، به عملیات آبیاری، تنک کردن، وجین و سله‌شکنی، خاک دادن پای بوته‌ها، کود دادن، مبارزه با حشرات و آفات، مهار آفات و بیماری‌ها و مبارزه با علف‌های هرز تقسیم‌بندی می‌شوند.

## برداشت
پس از اتمام دورهٔ رشد و نمو گیاه، هنگام برداشت محصول فرا می‌رسد.
البته گیاهان را همیشه پس از پایان دورهٔ رشد و رسیدگی کامل برداشت نمی‌کنند و زمان برداشت موقعی خواهد بود که گیاه حداکثر ارزش کیفی و کمی را حاصل نموده یا به عبارت دیگر مرحلهٔ رسیدن فیزیولوژیک فرا رسیده باشد.
چنانچه برداشت محصول دیرتر انجام شود و دقت کافی طی عملیات برداشت صورت نگیرد معمولاً میزان محصول کاهش می‌یابد. پس از چیدن (برداشت) محصول نیز به علت ادامهٔ برخی فعالیت‌های حیاتی در اندام‌های برداشت‌شده مثل تنفس یا تبخیر آب چنانچه محصول در شرایط نامناسبی نگهداری یا انبار شود مقداری از مواد ذخیرهٔ (مواد آلی) خود را از دست خواهد داد و حتی ممکن است مورد حملهٔ آفات انباری و برخی بیماری‌های قارچی گیاهی قرار گرفته و کمیت و کیفیت محصول دچار نقصان شود.

## گروه‌بندی محصولات زراعی بر پایهٔ مصرف
در این گروه‌بندی نوع محصول تولید شده و نحوهٔ مصرف آن مورد نظر است و چون یک محصول با اهداف مختلفی تولید می‌شود ممکن است در چند گروه قرار گیرد.
- غلات: غلات برای استفاده از دانهٔ گیاهان کشت می‌شود. غلات از نظر نشاسته بالا و به لحاظ پروتئین ارزش غذایی کمتری دارند. گندم و جو از جملهٔ غلات هستند.
- حبوبات: گیاهانی از تیرهٔ باقلاییان که برای تولید دانه کشت می‌شوند. دانه‌ها از نظر پروتئین غنی هستند.
- گیاهان روغنی: گیاهان روغنی برای گرفتن روغن از دانهٔ آن‌ها کشت می‌شوند مانند کلزا، سویا، کنجد، کتان و کرچک.
- گیاهان علوفه‌ای: گیاهانی که برای تغذیهٔ دام کشت می‌شوند مانند ذرت علوفه‌ای.
- گیاهان ریشه‌ای: گیاهانی از تیره‌های مختلف هستند که برای استفاده از ریشهٔ غده‌ای آن‌ها کشت می‌گردند، مانند چغندر، شلغم و ….
- گیاهان لیفی: گیاهانی از تیره‌های مختلف هستند که برای استفاده از الیاف آن‌ها کشت می‌گردند. این الیاف ممکن است از پوست دانه منشأ یافته (مانند پنبه) یا از فیبرهای آوند آبکشی اولیه تشکیل یافته باشند. (مانند کتان و کنف)
- گیاهان غده‌ای: گیاهانی از تیره‌های مختلف هستند که برای استفاده از ساقهٔ ضخیم شده و زیرزمینی آن‌ها کشت می‌گردند مانند سیب‌زمینی
- گیاهان قندی: گیاهانی از تیره‌های مختلف هستند که برای قندگیری از عصارهٔ شیرین آن‌ها کشت می‌گردند مثل نیشکر و چغندر قند.
- گیاهان دارویی: گیاهانی از تیره‌های مختلف هستند که به منظور استفاده از مواد شیمیایی آن‌ها یا تهیهٔ ادویه کشت می‌شوند مانند توتون، قهوه، چای و ….